# 仪耀文
仪耀文（1922年—1986年12月21日），中华人民共和国官员，山西省新绛县人，曾任新绛县县长、中国共产党稷山县委员会第一书记、临汾地区革命委员会副书记、临汾地区行政公署副专员、临汾地委副书记。任临汾地委副书记期间，仪耀文犯下强奸罪、报复陷害罪。1984年，临汾地区中级人民法院（今山西省临汾市中级人民法院）判处仪耀文有期徒刑5年，仪耀文於两年后病死。

## 生平
1949年11月至1954年7月，仪耀文在新绛县供销合作社任主任。此后，他担任新绛县财政经济委员会主任至1955年3月。1955年至1956年间，仪耀文担任新绛县县长。随后，他在中国共产党稷山县委员会任第一书记。60年代，他曾在晋南专区供销社担任主任。1977年6月，他被任命为临汾地区革命委员会副主任。1978年4月，中共山西省委下令将临汾地区革命委员会改为临汾地区行政公署，仪耀文的职务由副主任变成了副专员。1980年4月，他改而担任临汾地委副书记，任职至1983年9月。
1977年10月，仪耀文在临汾地区革命委员会副主任、地委财贸部部长任上强奸了一名女青年。这名女青年时年19岁，原本在农村插队，后来在临汾地区的一个单位当临时工。仪耀文威胁要让她回农村，将她强奸；此后，他又以帮助安排工作等借口多次奸污了她。仪耀文的妻子王佩如，多次辱骂、推打这名女青年。女青年无奈将事情告诉了丈夫。1982年11月27日，女青年的丈夫打电话警告仪耀文。仪耀文和王佩如编造谎言，声称女青年的丈夫端着土枪在仪家外来来回回绕、准备收拾他。仪耀文利用职权，命令临汾地区公安局警察在11月29日追查女青年夫妇，要他们写下保证书不再威胁仪耀文。1983年2月3日晚，仪耀文夫妇闯入女青年家中；王佩如多次打骂女青年，踢女青年的自行车，摔坏她家的茶具，还用开水壶里的开水浇女青年的头。据《人民日报》1984年的报道，仪耀文夫妇的所为虽“在当地几乎‘路人皆知’”，但是临汾地委、地区纪委对此视而不见，直至中纪委前去检查才处理了此事。1984年6月20日，仪耀文被开除中国共产党党籍。7月2日，临汾地区中级人民法院审理认定，仪耀文构成强奸罪、报复陷害罪，依《中華人民共和國刑法》判处仪耀文强奸罪4年、报复陷害罪2年，执行有期徒刑5年；王佩如构成报复陷害罪，判处有期徒刑1年。
刑期未满，仪耀文病死。1986年12月25日，临汾市的107名干部参加了仪耀文的遗体告别仪式。《山西年鉴1989》记载，送葬车辆共22辆，车头上挂着“有严重政治错误的两副挽联”，“浩浩荡荡游了半个临汾市”。临汾地委后来认定此事造成极坏影响，“对主要策划者和有关责任者分别给予了严肃处理”。